# Allodia flavorufa
Allodia flavorufa är en tvåvingeart som beskrevs av Loïc Matile 1979. Allodia flavorufa ingår i släktet Allodia och familjen svampmyggor. Inga underarter finns listade i Catalogue of Life.